# 空から降る一億の星
『空から降る一億の星』（そらからふるいちおくのほし）は、2002年4月15日から6月24日まで毎週月曜日21:00 - 21:54に、フジテレビ系「月9」枠で放送されたテレビドラマ。
明石家さんまとSMAP木村拓哉によるダブル主演のラブサスペンスドラマで、2人の初共演とさんま初の月9ドラマ出演で話題を呼んだ。全11話、平均視聴率22.6%。関西地区では視聴率30%に達したことがある。
2018年にはリメイク版が韓国で制作された。

## あらすじ
独身の刑事、堂島完三（明石家さんま）は妹の優子（深津絵里）と二人暮らし。完三は女子大生殺害事件の担当になり、その後おきた殺人事件で、完三は知人の西原美羽（井川遥）の誕生日パーティーで出会ったコック見習いの片瀬涼（木村拓哉）に目をつける。その中で優子は涼に惹かれていく。
しかし、完三と優子、そして涼にはそれぞれ秘密があった。涼が失われた記憶を探る中、事態は悲劇へと向かっていく。

## キャスト

### 主要人物
堂島 完三〈46〉
演 - 明石家さんま
日ノ出警察署刑事課所属の刑事。刑事になりたてのころ、当時追っていた殺人犯を拳銃で殺してしまった過去を持つ（ただし、正当防衛となる）。その心の傷を引きずったまま暮らしている。妹である優子をとても大事に思っており、時々愛情が度を越してしまうこともある。捜査会議にでようとしない怠惰な部分もあるが、周囲から認められる推理力を披露し、1度見たときから片瀬涼に危険な臭いを感じるなど、刑事としての勘は優れていると思われる。うどん作りが得意で、家や職場でよくふるまい、刑事を辞めたら、うどん屋になろうと思っている。
片瀬 涼〈30〉
演 - 木村拓哉（少年期：鈴木翔吾）
フレンチレストラン「REVE」のコック見習い。瞬間記憶能力を持っており、朧気ながらに残っている幼少時代の過酷な記憶を遡りながら物語は進んでいく。
体に火傷の痕がある。
堂島 優子〈28〉
演 - 深津絵里
完三の妹。「新時代電気」編集部勤務の編集者。美羽の学生時代の家庭教師。
片瀬涼同様、体に火傷の痕がある。

### その他
西原 美羽〈25〉
演 - 井川遥
西原グループ会長の令嬢。片瀬涼に恋をする。
宮下 由紀〈19〉
演 - 柴咲コウ
アイスクリーム屋の店員。片瀬涼の彼女であり、ある犯罪に手を染めるがその後片瀬に振り向いてもらえなくなり自殺を図る。完三に救われ一命を取り留め、その後完三と触れ合うようになり、次第に完三に惹かれていく。
大沢 隆〈47〉
演 - 田山涼成
日ノ出警察署刑事課長。完三の同期だが、現在は上司の立場にあり、彼の存在を疎ましく思っている。
日下 圭太
演 - 八嶋智人
大学職員。優子の見合い相手。
柏木 直哉
演 - 大澄賢也
大手ホテルグループの御曹司。
向井 裕希
演 - 金子貴俊
青果店「八百善」の店員。涼とは顔見知りで、彼を兄のように慕う。
杉田 琴子〈43〉
演 - 森下愛子
日ノ出警察署刑事課所属の刑事。完三とは長い付き合いで、密かに想いを寄せている。
角野刑事
演 - 福本伸一
溝口刑事
演 - 林泰文
半沢
演 - 半海一晃
山崎
演 - 櫻庭博道
田中
演 - 菊池均也
大熊 敬吾
演 - 村田充
三鷹 啓子
演 - せきぐちきみこ
柏木 小百合
演 - とよた真帆
柏木直哉の姉。
裕希の父
演 - 村松利史
カヨ
演 - 宮内順子
西原家に仕える使用人。
西原 京子
演 - 泉晶子
美羽の母。
西原 建造
演 - 鹿内孝
美羽の父。
医者
演 - 桜井センリ
定食屋「たぬき」のおばさん
演 - 片岡富枝
事務員・野村
演 - 増子倭文江
捜査係長
演 - 並樹史朗
「ほしのこ園」シスター
演 - 市川千恵子

## スタッフ
- 脚本 - 北川悦吏子
- 演出 - 中江功、平野眞
- 劇伴 - 吉俣良
- メインテーマ - 吉俣良「Resolver」
- 主題歌 - エルヴィス・コステロ「スマイル」（ユニバーサル・ミュージック）
- 挿入歌 - 坂本九「見上げてごらん夜の星を」
- 企画 - 石原隆
- プロデューサー - 高井一郎、牧野正
- 制作著作 - フジテレビ

## 放送日程
| 話数                                                       | 放送日        | サブタイトル     | 演出   | 視聴率 |
| ---------------------------------------------------------- | ------------- | ---------------- | ------ | ------ |
| 第1話                                                      | 2002年4月15日 | 出逢い           | 中江功 | 25.7%  |
| 第2話                                                      | 4月22日       | 悪い男           | 中江功 | 23.5%  |
| 第3話                                                      | 4月29日       | 裏切り           | 平野眞 | 22.0%  |
| 第4話                                                      | 5月06日       | 悲しい真相       | 平野眞 | 24.1%  |
| 第5話                                                      | 5月13日       | 死の口づけ       | 中江功 | 22.3%  |
| 第6話                                                      | 5月20日       | 急展開、殺人     | 平野眞 | 20.3%  |
| 第7話                                                      | 5月27日       | 美羽、その愛と死 | 中江功 | 22.3%  |
| 第8話                                                      | 6月03日       | 明かされた過去   | 平野眞 | 19.2%  |
| 第9話                                                      | 6月10日       | 二人結ばれた夜   | 中江功 | 19.6%  |
| 第10話                                                     | 6月17日       | 悲劇             | 平野眞 | 18.9%  |
| 最終話                                                     | 6月24日       | 運命             | 中江功 | 27.0%  |
| 平均視聴率 22.6%（視聴率は関東地区・ビデオリサーチ社調べ） |               |                  |        |        |

- 初回は21時 - 22時9分の15分拡大放送。
- 最終話は21時 - 22時24分の30分拡大放送。
- 最終話は2002年におけるドラマ年間最高視聴率を記録[5]。

## 受賞
- 第33回ザテレビジョンドラマアカデミー賞[6][7]
  - 最優秀作品賞
  - 主演男優賞（木村拓哉）
  - 助演女優賞（柴咲コウ）
  - 脚本賞（北川悦吏子）
  - 監督賞（中江功、平野眞）
  - 劇中音楽賞（吉俣良）
  - キャスティング賞
  - タイトルバック賞（冨士川祐輔）
- 第12回TV LIFE年間ドラマ大賞[8]
  - 作品賞
  - 助演男優賞（木村拓哉）
  - 助演女優賞（深津絵里）
  - 脚本賞（北川悦吏子）

## 韓国リメイク版
韓国のスタジオドラゴンとフジテレビの共同制作。空から降る一億の星（韓国語：하늘에서 내리는 일억개의）は韓国tvNで、2018年10月3日から11月22日の水曜日・木曜日に放送された。BSフジで、2019年（令和元年）11月5日から11月26日の月～金曜日に放送された。

### 出演

#### 主要人物
キム・ムヨン：ソ・イングク
クラフトビール・ブルワリー、アーツの醸造士。
ユ・ジンガン：チョン・ソミン
広告デザイン会社のデザイナー。ムヨンが勤務するアーツのブランドデザインを担当している。
ユ・ジングク：パク・ソンウン
ウォニョン警察署の刑事。ジンガンの兄。

#### ジンガンの周辺人物
ペク・スンア：ソ・ウンス
ジンガンの友人。陶芸家。
チャン・ウサン：ト・サンウ
スンアの婚約者。NJグループの専務。

#### ムヨンの周辺人物
イム・ユリ：コ・ミンシ
ムヨンの友人。
ヤン・ギョンモ：ユ・ジェミョン
小児精神科医師。ユリの主治医。
ノ・ヒジュン：ホンビン（VIXX）
ムヨンの幼馴染。クラフトビール・ブルワリー、アーツの醸造士。

#### ウォニョン警察署の人々
タク・ソジョン：チャン・ヨンナム
オム・チョロン：クォン・スヒョン
ジングクの後輩。ジンガンに好意を寄せている。

### 視聴率
| 2018年 | 2018年   | 2018年    | 2018年     | 2018年 |
| 回数   | 放送日   | AGB視聴率 | TNmS視聴率 | 参考   |
| ------ | -------- | --------- | ---------- | ------ |
| 第1回  | 10月3日  | 3.996%    | 4.5%       | [ 25 ] |
| 第2回  | 10月4日  | 3.212%    | 3.2%       | [ 26 ] |
| 第3回  | 10月10日 | 2.988%    | 3.2%       | [ 27 ] |
| 第4回  | 10月11日 | 3.046%    | 該当なし   | [ 28 ] |
| 第5回  | 10月17日 | 3.4%      | 3.0%       | [ 29 ] |
| 第6回  | 10月18日 | 2.803%    | 該当なし   | [ 30 ] |
| 第7回  | 10月24日 | 2.812%    | 2.7%       | [ 31 ] |
| 第8回  | 10月25日 | 2.661%    | 該当なし   | [ 32 ] |
| 第9回  | 10月31日 | 2.556%    | 該当なし   | [ 33 ] |
| 第10回 | 11月1日  | 2.289%    | 該当なし   | [ 34 ] |
| 第11回 | 11月7日  | 2.693%    | 該当なし   | [ 35 ] |
| 第12回 | 11月8日  | 2.602%    | 該当なし   | [ 36 ] |
| 第13回 | 11月14日 | 2.346%    | 該当なし   | [ 37 ] |
| 第14回 | 11月15日 | 2.387%    | 該当なし   | [ 38 ] |
| 第15回 | 11月21日 | 2.841%    | 2.9%       | [ 39 ] |
| 第16回 | 11月22日 | 3.375%    | 2.6%       | [ 40 ] |

### 日本での放送
- 2018年12月21日（衛星劇場）[41]
- 2019年4月29日（衛星劇場）[42]
- 2019年11月5日（BSフジ）[43]
- 2025年5月2日（チバテレ）